# Prosopocera bamakai
Prosopocera bamakai là một loài bọ cánh cứng trong họ Cerambycidae.